# 홍천 안정환 FC
홍천FC는 강원도 홍천군에 위치한 유소년 축구 육성기관이다. 홍천  FC는 다른 축구부와 다르게 학교 축구부가 아닌 유소년 축구단 형식의 축구부다.

## 역사
2019년 11월 18일 홍천체육관에서 안정환과 김병지, 이영표, 황선홍 등 이전 대한민국 축구 국가대표팀 선수들이 모여 창단식을 진행하였다. 감독은 김성배 축구 감독이 맡게 되었다.

## 출신 선수
- 김동국
- 노희동
- 양세영

## 같이 보기
- 안정환